# Ein Elhamam
Ein Elhamam (tiếng Ả Rập: عين الحمام) là một ngôi làng Syria nằm ở Al-Ziyarah Nahiyah ở huyện Al-Suqaylabiyah, Hama. Theo Cục Thống kê Trung ương Syria (CBS), Ein Elhamam có dân số 734 trong cuộc điều tra dân số năm 2004.